# Themistoclesia
Themistoclesia är ett släkte av ljungväxter. Themistoclesia ingår i familjen ljungväxter.

## Dottertaxa tillThemistoclesia, i alfabetisk ordning[1]
- Themistoclesia alata
- Themistoclesia anfracta
- Themistoclesia campii
- Themistoclesia compacta
- Themistoclesia compta
- Themistoclesia costaricensis
- Themistoclesia crassifolia
- Themistoclesia cremasta
- Themistoclesia cuatrecasasii
- Themistoclesia dependens
- Themistoclesia dryanderae
- Themistoclesia epiphytica
- Themistoclesia flexuosa
- Themistoclesia fosbergii
- Themistoclesia geniculata
- Themistoclesia hirsuta
- Themistoclesia horquetensis
- Themistoclesia idiocalyx
- Themistoclesia inflata
- Themistoclesia mucronata
- Themistoclesia orientalis
- Themistoclesia pariensis
- Themistoclesia pennellii
- Themistoclesia pentandra
- Themistoclesia peruviana
- Themistoclesia recondita
- Themistoclesia recurva
- Themistoclesia rostrata
- Themistoclesia siranensis
- Themistoclesia smithiana
- Themistoclesia tunquiniensis
- Themistoclesia unduavensis
- Themistoclesia vegasana
- Themistoclesia woytkowskii